# Kandebas
Kandebas (nep. काँडेवास) – gaun wikas samiti w zachodniej części Nepalu w strefie Dhawalagiri w dystrykcie Baglung. Według nepalskiego spisu powszechnego z 2011 roku liczył on 539 gospodarstw domowych i 2532 mieszkańców (1374 kobiety i 1158 mężczyzn).